# Daredevils
I Daredevils sono stati un gruppo punk statunitense di Los Angeles, fondato nel 1994 dal chitarrista Brett Gurewitz dopo la sua uscita dai Bad Religion. Gurewitz in seguito lasciò la band per occuparsi a tempo pieno della Epitaph Records. Il gruppo pubblicò un unico singolo, Hate You, prima di sciogliersi.

## Formazione
- Brett Gurewitz - chitarra, voce
- Gore Verbinski - chitarra
- Dean Opseth - basso
- Josh Freese - batteria

## Discografia
- 1996 - Hate You (Epitaph Records)